# Netezza
Netezza è un'appliance, ovvero un unico dispositivo, che include un DBMS e un hardware dedicato, ottimizzata per il datawarehouse, interrogabile in SQL standard via ODBC o JDBC da gran parte dei client e dei front end di Business Intelligence.
La tecnologia Netezza è basata sull'elaborazione a parallelismo massivo dei dati.
L'elaborazioni delle query viene distribuita su un certo numero di Snippet Processing Units (SPU) ciascuno dei quali composto da componenti commerciali individualmente facilmente reperibili sul mercato tra cui un processore PowerPC, un hard disk e un FPGA in grado di compiere buona parte delle elaborazioni necessarie alla piena velocità di lettura del disco.
Un sistema Netezza può essere composto da qualche decina a molte centinaia di SPU.
Sistemi simili a Netezza sono Teradata (spin-off di NCR Corporation) e DATAllegro (recentemente acquisita da Microsoft).
Nel 2007, Netezza Corporation ha proceduto ad un IPO presso il NASDAQ. Nel Settembre 2010 IBM ha annunciato la firma di un accordo per l'acquisizione di Netezza.